# Hipparchia azorinus
Hipparchia azorinus is een vlinder uit de onderfamilie Satyrinae van de familie Nymphalidae (aurelia's). De wetenschappelijke naam is voor het eerst geldig gepubliceerd in 1898 door Strecker.
De soort komt voor in Europa.